# António Maria Teixeira Guerra
António Maria Teixeira Guerra (Crato, Gáfete, 16 de Fevereiro de 1872 - Lisboa, 1927) foi um político português.

## Biografia
Filho de Joaquim Manuel Dias Guerra (Portalegre, São Lourenço, 1 de Março de 1842 - ?), Proprietário e Mestre da Filarmónica, e de sua mulher Maria Francisca de Sousa Teixeira (Crato, Gáfete, 6 de Janeiro de 1851 - ?).
Vereador da Câmara Municipal de Portalegre e Governador Civil do Distrito de Portalegre, fez parte do Senado, na Legislatura de 1915, em representação do Círculo Eleitoral de Portalegre.
Casou com Joaquina Inácia Camões e Sousa (Crato, Crato, 5 de Fevereiro de 1870 - Lisboa, Santa Maria de Belém, 14 de Outubro de 1943), filha de 
Jacinto Belo da Fonseca e Sousa (Porto de Mós, São Pedro, 25 de Fevereiro de 1841 - ?), Bacharel em Direito pela Faculdade de Direito da Universidade de Coimbra e Administrador do Concelho do Crato, e de sua mulher Maria Ana Biscaia Teixeira Camões (Crato, Crato, com geração.